# Cat Women of the Moon
Cat Women of the Moon (bra: Mulheres-Gato da Lua; prt: As Felinas da Lua) é um filme estadunidense  de 1953, do gênero ficção científica, dirigido por Arthur Hilton.
No Internet Archive esta disponibilizada uma cópia para download sob a licença "Licença Creative Commons: Public Doman".

## Elenco
- Sonny Tufts como Laird Grainger
- Victor Jory como Kip Reissner
- Marie Windsor como Helen Salinger
- William Phipps como Doug Smith
- Douglas Fowley como Walt Walters
- Carol Brewster como Alpha
- Suzanne Alexander como Beta (creditada como Suzann Alexander[4])
- Susan Morrow como Lambda
- Bette Arlen como Mulher-Gato
- Roxann Delman como Mulher-Gato
- Ellye Marshall como Mulher-Gato
- Judy Walsh como Mulher-Gato